# Cheltenham Town Football Club
El Cheltenham Town Football Club es un club de fútbol perteneciente a la asociación profesional del fútbol inglés con sede en la ciudad de Cheltenham, Gloucestershire, Inglaterra. El equipo compite en la League Two, que equivale a la cuarta división, desde la temporada 2024-25. Apodados los «Robins», han jugado en el estadio de Whaddon Road desde 1932. El club disputa rivalidades con Gloucester City FC y los Forest Green Rovers FC. 
Fundado en 1887, el club pasó gran parte de sus primeros años compitiendo en campeonatos de fútbol locales, antes de comenzar a competir en la Birmingham Combination desde 1932 y luego en la Southern League en 1935. Los siguientes 50 años el club jugó en la Southern League, ganando la Midland Division en la temporada 1982–83 y luego obteniendo el título de la Premier Division en la temporada 1984–85. Posteriormente fueron promovidos a la Alliance Premier League en 1985, en la cual permanecieron durante siete campeonatos hasta que descendieron en 1992. Terminaron como subcampeones de la División Premier de la Southern League durante cuatro de las cinco temporadas siguientes, y ascendieron a la Conference en 1997.
Bajo la dirección de Steve Cotterill, Cheltenham ganó la final del FA Trophy de 1998 y luego aseguró su ascenso a la Football League por primera vez después de ganar el título de la Conference en 1998-99. Dejó el club después de la temporada 2001-02, tras haberlos guiado a la quinta ronda de la Copa FA y al ascenso con la victoria en la final de los play-off de la Tercera División de 2002. Inmediatamente relegados después de una temporada en Segunda División, consiguieron otro ascenso cuando el técnico John Ward los dirigió a la victoria en la final de los play-offs de la Football League Two de 2006. Relegado después de tres temporadas en la tercera división, la estadía de 16 años del club en la Football League terminó con el descenso a la Conference en 2015. Sin embargo, el entrenador Gary Johnson llevó al Cheltenham al título de la Conference con un recuento de 101 puntos en 2015-16, lo que les convierte en el primer club en 26 años en asegurar un regreso inmediato a la Football League como campeones de la Conference. 
El 10 de septiembre de 2018 se nombró al exjugador de Cheltenham Michael Duff como el nuevo entrenador. bajo su mando el club alcanzó el puesto 16 en la temporada 2018-19 y el puesto 4 en la temporada 2019-20, perdiendo ante Northampton Town en los play-offs 3-2 en el marcador agregado.
En la temporada 2020-21 lograron ser campeones de League Two. Debido a la pandemia la mayoría de los partidos tomaron lugar a puerta cerrada. Alcanzaron la cuarta ronda de la Copa FA por primera vez desde 2006, perdiendo ante los eventuales campeones Manchester City 3-1. El 8 de mayo de 2021 el club ganó su primer título de EFL venciendo a Harrogate Town 4-1.

## Uniforme
- Uniforme titular: Camiseta albirroja, pantalón negro con detalles rojos, medias negras.
- Uniforme alternativo: Camiseta azul con detalles azul claro, pantalón azul con detalles blancos, medias blancas.

## Palmarés
- English Football League Two: 1

2021
- Conference National: 2

2002, 2016
- Southern Football League: 1

1985
- Southern League Midland División: 1

1982
- FA Trophy: 1

1998